# De arte venandi cum avibus

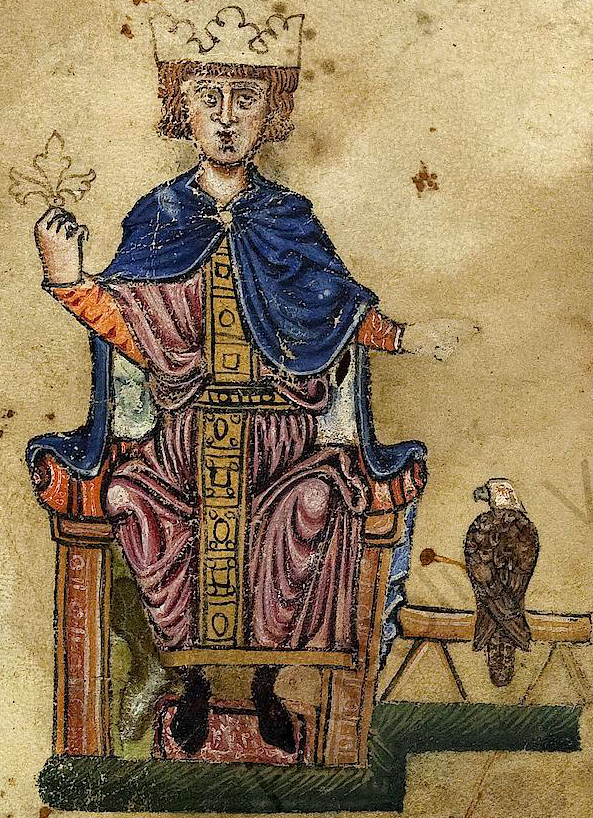
Friedrich II. mit seinem Falken auf der zweiten Seite des „Manfred-Manuskripts“ (Vatikanische Apostolische Bibliothek, Pal. lat 1071)

De arte venandi cum avibus (lateinisch; deutsch wörtlich Über die Kunst, mit Vögeln zu jagen), deutscher Titel Von der Kunst zu beizen, auch Falkenbuch genannt, ist ein Lehrbuch über die Beizjagd und Vogelkunde, das zwischen 1241 und 1248 von Friedrich II. in lateinischer Sprache verfasst und von seinem Sohn Manfred mit Anmerkungen versehen wurde.

## Hintergrund
Medizinische Ratgeber für die Pflege von Falken sind neben Arbeiten aus dem orientalisch-arabischen Kulturkreis im Abendland seit dem 10. Jahrhundert überliefert, gehen aber auf ältere Vorlagen zurück. Die wesentlichen Traktate zur Falknerei aus dem 12. Jahrhundert sind am normannischen Königshof in Palermo entstanden, sie waren aber relativ knapp formuliert.
Friedrich II. war daneben Aristoteles’ De animalibus libri bekannt, eine Abhandlung über Tiere, die von seinem Hofastrologen Michael Scotus aus dem Arabischen ins Lateinische übersetzt worden war; außerdem kannte er De scientia venandi per aves, ein Lehrbuch des arabischen Falkners Moamin, das in Friedrichs Auftrag 1240 von einem magister Theodor übersetzt worden war und in vielen Abschriften vorlag.

## Inhalt

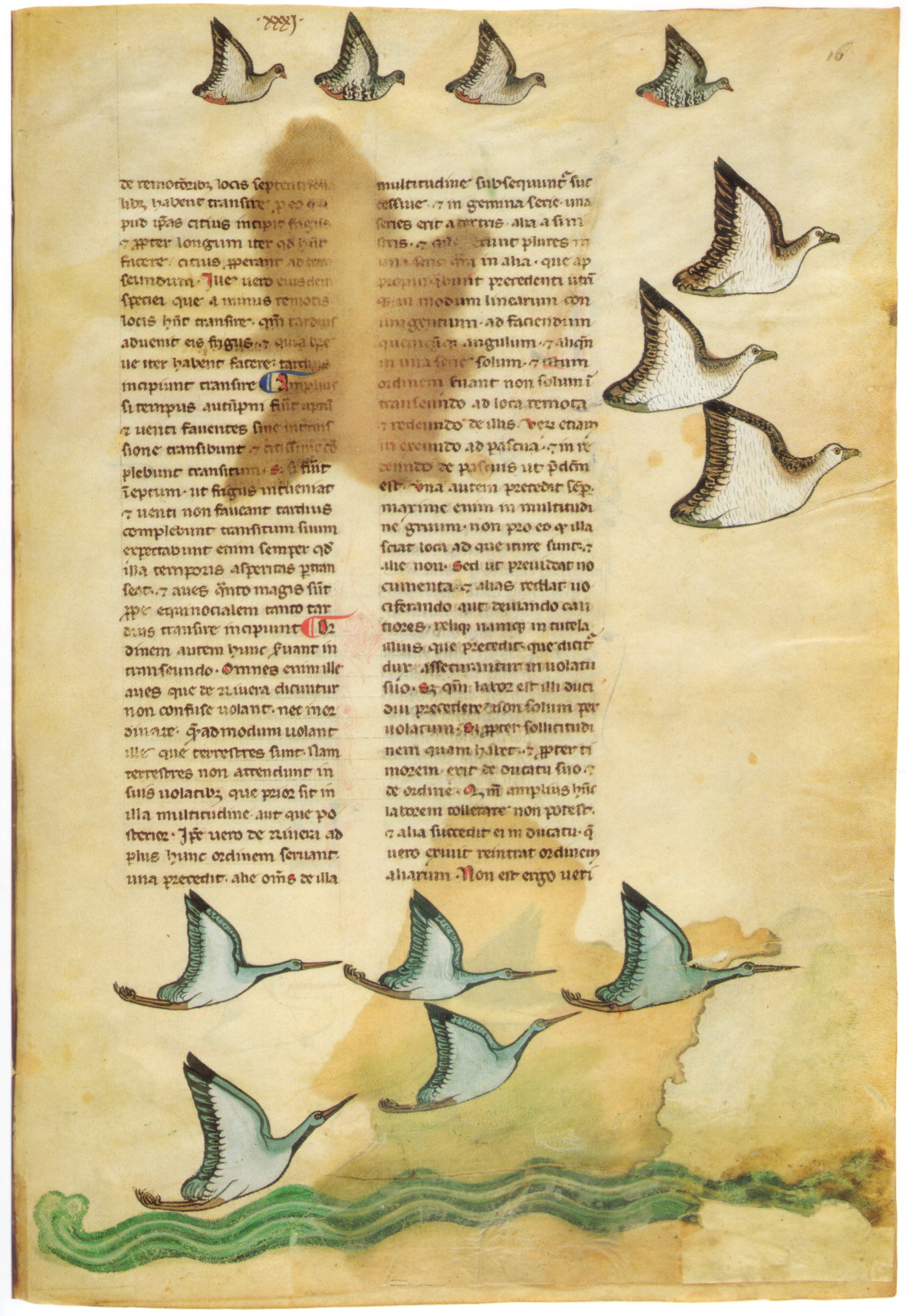
Zugvögel auf einer Seite aus der Ausgabe der Bibliotheca Apostolica Vaticana.

Das Werk enthält neben einer Einführung in die allgemeine Vogelkunde auch Anleitungen zu Aufzucht, Dressur und Verwendung der Jagdfalken.

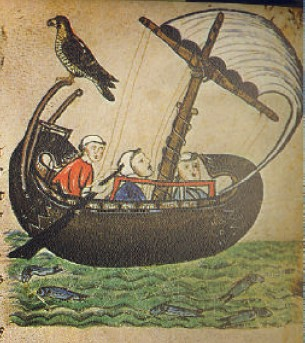
De arte venandi cum avibus mit Falke auf Segelschiff

Der Text wird durch über 900 Bilder von etwa 80 verschiedenen Vogelarten illustriert. Sie zeigen die spezifischen Haltungen der Vögel, aber auch Falkner und ihre Tätigkeiten und Werkzeuge aus der Falknerei. Außerdem informiert es über das Betreiben einer Falknerei.

Das Falkenbuch beruht auf eigenen praktischen Erfahrungen des Autors und seiner Falkner. Sein Ziel formuliert Friedrich so: Unsere Absicht ist, sichtbar zu machen die Dinge, die sind, so wie sie sind („Intentio vero nostra est manifestare ea quae sunt sicut sunt“). Dabei scheute der Kaiser sich nicht, anerkannte Autoritäten wie Aristoteles und Plinius in Frage zu stellen, sofern deren Angaben nicht mit seinen eigenen Erfahrungen übereinstimmten.

## Bewertung
Das Falkenbuch blieb bis weit in die Neuzeit das Standardwerk über die Beizjagd. Dies ist vor allem auf die naturwissenschaftliche Genauigkeit und systematische Vorgehensweise des Autors zurückzuführen, der mit empirischen Methoden arbeitet und damit seinen Zeitgenossen weit voraus ist. Er vertraut auf eigene Erfahrungen, die er aus Experimenten gewinnt: Indem er die Augen eines Raubvogels bedeckt, versucht er zu ergründen, ob er für die Jagd seinen Geruchssinn benutzt; auch experimentiert er mit Vogeleiern, um herauszufinden, ob die Sonnenwärme für die Brut ausreicht. Seine Erfahrungen geben dem Autor den nötigen Rückhalt, um auch Kritik an Aristoteles zu wagen.
Durch die reichen Buchmalereien ist das Werk auch kunsthistorisch von Bedeutung. Bei der niedersächsischen Landesausstellung Kaiser Friedrich II. Welt und Kultur des Mittelmeerraums wurde dem Werk eine gesonderte Ausstellungseinheit gewidmet; im Katalog zur Ausstellung bezeichnet der Historiker Michael Menzel das Falkenbuch als „Urknall ornithologischen Wissens“.

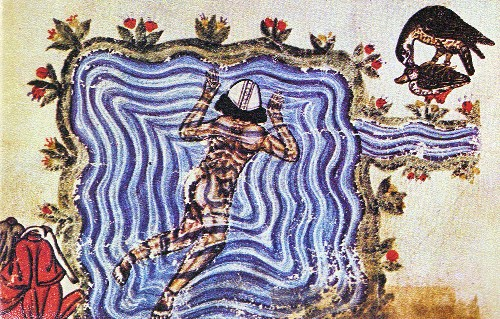
Falkner im See seinem Falken folgend

## Überlieferung und Editionsgeschichte
Das Originalmanuskript Friedrichs II. ging 1248 bei der Belagerung von Parma verloren. In der Überlieferung des Textes sind zwei Redaktionen festzustellen:
- eine Version mit den beiden ersten Büchern (Kurzfassung), die heute in Rom und Wien, Genf, Stuttgart und zweifach in Paris zu finden sind. Das berühmteste Exemplar dieser Redaktion ist der Codex Palatinus latinus 1071, eine Bilderhandschrift, heute aufbewahrt in der Vatikanischen Bibliothek, die von Friedrichs Sohn Manfred von Sizilien in Auftrag gegeben wurde. Der Kodex aus Pergament umfasst 111 in zwei Spalten beschriebene Seiten im Folio-Format (hier etwa 36 × 25 cm). Diese wohl schönste Abschrift des Textes enthält die außerordentlich lebensnahen Bilder von Vögeln, Falknern und ihren Werkzeugen in brillanten Farben. Die Handschrift weist auch Anmerkungen Manfreds auf, die jeweils mit „Rex“, „Rex Manfredus“ oder „addidit Rex“ (lat. König, König Manfred, der König fügte hinzu) gekennzeichnet sind.[8]
- eine Version in sechs Büchern, heute in Bologna (Biblioteca Universitaria Ms. lat. 717), Paris, Nantes, Valencia, Rennes und Oxford;

Die erste Übersetzung des Werkes erfolgte in das Französische und wurde um 1300 von Jean II., Herr von Dampierre, Vizegraf von Troyes in Auftrag gegeben.
Die erste Druckausgabe des lateinischen Manuskripts (in der Zwei-Bücher-Fassung) wurde 1596 in Augsburg von Markus Welser herausgegeben. Joachim Camerarius hatte ihm vorübergehend den Manfred-Codex überlassen, der sich damals in seinem Besitz befand. Vermutlich kam die Handschrift über den Sohn Ludwig Camerarius in die Bibliotheca Palatina. Ludwig hatte lange Zeit in Diensten der Kurfürsten Friedrich IV. und Friedrich V. gestanden. Aber in dem pfalzgräflichen Prachtbau über dem Neckar sollte das Werk nur sehr kurz zuhause sein. Nach der Einnahme Heidelbergs durch Tilly ging dieser optimus Germaniae literatae thesaurus (Deutschlands kostbarster Bücherschatz), als Zeichen des Dankes für den Sieg der Katholischen Liga über die Protestantische Union, von Herzog Maximilian I. an Papst Gregor XV. nach Rom. Im Frühjahr 1623 wurde der Transport der Bücher über die Alpen durchgeführt.

## Auswirkungen auf die neuzeitliche Falknerei
Karl Wilhelm Friedrich von Brandenburg-Ansbach unterhielt im 18. Jahrhundert auf seinem Landsitz Triesdorf bei Ansbach mit 51 Mitarbeitern eine der größten Falknereien in ganz Europa. Er beauftragte 1756 den Dekan und Rektor der Gunzenhausener Lateinschule Johann Erhard Pacius mit der Übersetzung des Falkenbuchs Friedrichs II. unter dem Titel Von der Kunst zu beizen; dieser führte den „Befehl“ aus, musste sich jedoch für die Fachsprache der Beizjagd mit den flämischen Falknern am Hof austauschen. Nachdem der DFO 1923 die Falknerei in Deutschland wiederbelebte, wurden die Wortlisten Pacius’ teilweise übernommen. So kamen flämische Ausdrücke in die Fachsprache der modernen deutschen Falknerei.

## Übersetzungen
- Kaiser Friedrich II.: Über die Kunst mit Vögeln zu jagen. übers. und hrsg. von Carl Arnold Willemsen. 2 Bände. Insel, Frankfurt am Main 1964.
- H. Schöpffer: Des Hohenstaufen-Kaisers Friedrich II Bücher von der Natur der Vögel und der Falknerie, mit den Zulässen des Königs Manfred. Paul Parey, Berlin 1896.
- Casey A. Wood, F. Marjorie Fyfe: The Art of Falconry: Being the De Arte Venundi cum Avibus of Frederick II Hohenstaufen. Stanford University Press, Stanford 1943.
- Anne Paulus, Baudouin Van den Abeele: Frédéric II de Hohenstaufen, L’art de chasser avec les oiseaux. Traduction intégrale en français du traité de fauconnerie De arte venandi cum avibus. (= Cynegetica. 1). J. Laget – LAME, Nogent-le-Roi 2000.

## Faksimileausgaben
Eine Faksimileausgabe wurde ab 1940 durch den deutschen Historiker Carl Arnold Willemsen vorbereitet und erschien 1969 in der Akademischen Druck- und Verlagsanstalt, Graz. Nach dieser Ausgabe wurde 2000 auch eine vollständige (verkleinerte) Wiedergabe herausgegeben. Bereits 1982 war vom Harenberg Verlag ein entsprechendes Taschenbuch erschienen.